# Vassílis Fotópoulos
Vassílis Fotópoulos (grec moderne : Βασίλης Φωτόπουλος) est un peintre et un directeur artistique grec né en 1934 à Kalamata (Grèce) et mort le 14 janvier 2007 à Athènes (Grèce).

## Filmographie

### Direction artistique
- 1966 : Big Boy (You're a Big Boy Now) de Francis Ford Coppola
- 1964 : Zorba le Grec (Αλέξης Ζορμπάς, Aléxis Zorbás) de Michael Cacoyannis
- 1963 : America, America d'Elia Kazan

### Réalisation et scénario
- 1969 : Orestis

## Distinctions
- Oscars 1965 : Oscar des meilleurs décors pour Zorba le Grec